# كارين ليندر
كارين ليندر (بالإنجليزية: Karen Linder)‏ هي مؤلفة وفنانة أمريكية، ولدت في 1960 في أوماها في الولايات المتحدة.